# Société internationale Dostoïevski
La Société internationale Dostoïevski (en russe : международный óбщество достоевского (МОД)), (en anglais : International Dostoevsky Society (IDS)), est une société savante (organisme sans but lucratif), qui réunit des scientifiques et des chercheurs dans le domaine de l'étude de la vie et de l'œuvre de Fiodor Dostoïevski, de la dostoïevistique.
Son siège social se situe à l'Université de Saint-Gall à Saint-Gall en Suisse.

## Histoire
La Société a été créée en 1971 par des slavistes occidentaux lors du symposium fondateur à Bad Ems, en Allemagne. Irina Akhoundova écrit que ces fondateurs de la société étaient des immigrés russes : Dmitri Grichine, Vladimir Seduro, Alexis Guedroitz. Parmi les membres fondateurs de la société il y avait des dostoïevistes réputés tels que Reinhard Lauth, Jan van der Eng,Dominique Arban, Joseph Frank (en), Nadine Natov, Rudolf Neuhäuser, et Malcolm Jones.
Depuis la fin des années 1980, des chercheurs russes participent aux travaux de la société. La Société russe Dostoïevski, qui a été créée dans les années 1990, est devenue membre de la Société Internationale Dostoïevski. Le représentant national de la Russie au sein de la Société Internationale est Karen Stepanian (ru)

## Buts
Les objectifs de la société sont d'établir des relations et une collaboration entre les chercheurs sur les travaux de F. M. Dostoïevski dans le monde entier et d'organiser tous les trois ans des conférences internationales consacrées à l'écrivain russe.

## Activités
Tous les trois ans se tient un symposium de la Société : le symposium international Dostoïevski (anglais : International Dostoevsky Symposium):
- I 1971 — Bad Ems (environ 60 participants de 14 pays)
- II 1974 — Sankt-Wolfgang en Autriche
- III 1977 — Copenhague (Rungstedgård)
- IV 1980 — Bergame en Italie
- V 1983 — Cerisy-la-Salle, Normandie.(70 participants)
- VI 1986 — Nottingham (80 participants, pour la première fois certains venus d'URSS[2]
- VII 1989 — Ljubljana
- VIII 1992 — Oslo
- IX 1995 — Gaming (Malcolm Jones).
- X 1998 — New York
- XI 2001 — Baden-Baden
- XII 2004 — Genève
- XIII 2007 — Budapest
- XIV 2010 — Naples (100 participants de 22 pays)
- XV 2013 — Moscou (142 participants de 26 pays)
- XVI 2016 — Grenade

Les rapports de chaque symposium de la Société Dostoïevski sont consacrés à un sujet principal spécifique, par exemple:
- XIII à Budapest — «Fiodor Dostoïevski dans le contexte du dialogue entre les cultures»
- XIV à Naples — «Dostoïevski dans la pensée philosophique selon la vision de l'écrivain»
- XV à Moscou — «Dostoïevski et le journalisme»

Entre les symposiums ont lieu des conférences internationales. Depuis 1971, la Société publie un journal de premier ordre dans le domaine de la Dostoïevistique Dostoevsky Studies, qui comprend des articles en anglais, en allemand, en russe et en français. Depuis 1997, la revue a suivi une nouvelle numérotation partant de zéro : Dostoevsky Studies. New Series. Volume 1, 1997.
Les dostoïévistes nationaux participent régulièrement aux symposiums depuis 1989. L'arrière-petit-fils de l'écrivain Dmitri Andreïevitch Dostoïevski (22-4-1945) participe à certains travaux de ce symposium: VIII — à Oslo, IX — à Gaming, XIV — à Naples

## Présidence de la Société
Le président est élu lors de l'assemblée générale qui a lieu en même temps que le symposium tous les trois ans. Le mandat de président est d'une durée de trois ans et ne peut être prolongé qu'une seule fois. Certains fondateurs ont ensuite été élus à la présidence comme Rudolf Neuhäuser et Malcolm Jones.
Ceux qui ont été présidents de la Société deviennent, après leur mandat effectif, présidents honoraires à vie. En juillet 2013, c'est un philologue russe qui a été nommé comme président : Vladimir Zakharov.
Présidents élus :
- 1983—1986 USA : Robert Louis Jackson
- 1986—1989 France : Michel Cadot
- 2009—2011 USA : Deborah А. Martinsen[3]
- 2011—2013 USA : Deborah A. Martinsen
- 2013—2016 Fédération de Russie : Vladimir Zakharov (ru)

|                                                                                  |                                              |
| Dmitri Likhatchov — Président honoraire de la Société Internationale Dostoïevski | Vladimir Zakharov — Président de 2013 à 2016 |

Un chercheur qui a apporté une contribution significative à l'étude des œuvres de Dostoïevski ou au développement de la Société peut également être nommé président honoraire. En 1983, lors du V symposium Georgij Mihajlovič Fridlender a été nommé président honoraire de la Société Internationale Dostoïevski. C'est ensuite Dmitri Likhatchov qui lui a succédé.

## Bureaux régionaux
La Société Internationale Dostoïevski dispose de bureaux régionaux dans plus de 18 pays: en Australie, au Brésil, en Grande-Bretagne, en Hongrie, en Allemagne, en Espagne, en Italie, au Canada, en Nouvelle-Zélande, en Pologne, en Russie, en Scandinavie, aux États-Unis, en France, en Tchéquie, en Suisse, en Estonie et au Japon. Les bureaux régionaux sont désignés par pays de résidence, par exemple: Société allemande Dostoïevski (allemand : Deutsche Dostojewskij-Gesellschaft (DDG)), Société d'Amérique du Nord Dostoïevski (anglais : North American Dostoevsky Society) — regroupe la Canada, le Mexique et les États-Unis. Ces bureaux régionaux élisent leur propre président.

## Articles annexes
- Dostoïevistique

## Sources
- (ru) Ахундова, Ирина/Irina Akhoundova., « Dostoïevski à Naples/Достоевский в Неаполе », АНО «Православие и Мир»,‎ 5 juillet 2010 (consulté le 5 mai 2016)